# ジェイ・マクキャスリン

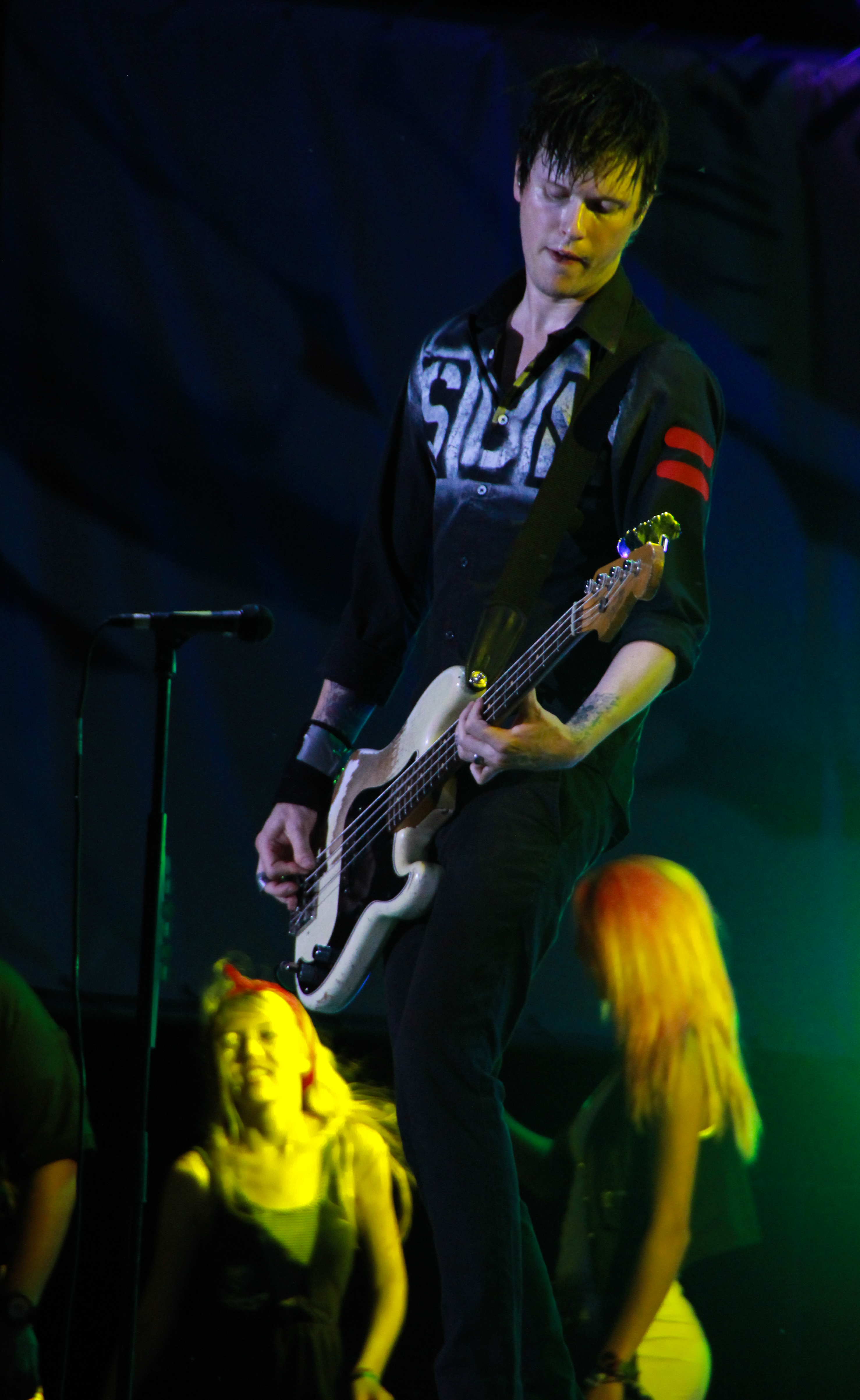
Jason McCaslin

ジェイ・マクキャスリン（Jason McCaslin (Cone)、1980年9月3日 - ）は、カナダ・オンタリオ州トロント出身のミュージシャン。パンクバンドSum 41のベーシストである。191cm。既婚者。

## 来歴
グリーン・デイの代表作「dookie」に影響を受けベースをはじめ、最初は違うバンドでベースを弾いていたが、デリック・ウィブリー（Sum 41ヴォーカル）に誘われてSum 41に加入する。ベースはピックで弾く。